# Nycteris parisii
Nycteris parisii és una espècie de ratpenat de la família dels nictèrids que es troba al Camerun, Etiòpia i Somàlia.

## Subespècies
- Nycteris parisii parisii
- Nycteris parisii benuensis[3]